# Płytka agarowa

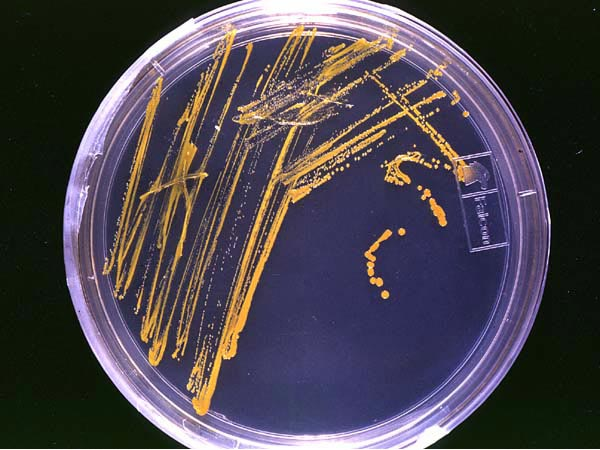
Płytka agarowa, zawierająca odizolowane kultury bakterii pochodzące z gąbki głębokowodnej.

Płytka agarowa – sterylna szalka Petriego zawierająca podłoże hodowlane (przeważnie agarowe), używana do hodowli kultur mikroorganizmów. Możliwe jest również dodanie selektywnych czynników wzrostu, takich jak antybiotyki.
Zawarte na szalce indywidualne drobnoustroje uformują się w indywidualne kolonie, z których każda będzie identycznym genetycznie klonem przodka (z wyjątkiem niskiego, nieuniknionego wskaźnika mutacji). Płytki można użyć do oszacowania koncentracji organizmów w kulturze płynnej lub w odpowiednim rozcieńczeniu takiej kultury, używając licznika kolonii. Możliwa jest też generacja kultur czystych z mieszanej kultury organizmów genetycznie różnych, w metodzie zwanej hodowlą pasmową.